# Чемпіонат СРСР з легкої атлетики в приміщенні 1973
Чемпіонат СРСР з легкої атлетики в приміщенні 1973 року був проведений 1-4 березня в Москві в легкоатлетичному манежі Зимового стадіону «Спартак» та мав статус відкритого - вперше в такому змаганні взяли участь іноземні легкоатлети з 10 країн (Австрія, Болгарія, Угорщина, НДР, Канада, Монголія, Польща, Румунія, США та Чехословаччина).
Також вперше «дорослий» союзний чемпіонат в приміщенні був поєднаний з юніорським. Юніори брали участь у дисциплінах разом з дорослими (окремих забігів та інших стартів для них не влаштовувалось).
Найбільшу кількість нагород на чемпіонаті вибороли українські легкоатлети — 15 (з них — 6 золотих). Вони ж вперше перемогли і в медальному заліку.

## Медалісти

### Чоловіки
| Дисципліни             | Золото                              | Золото  | Срібло                           | Срібло  | Бронза                         | Бронза  |
| ---------------------- | ----------------------------------- | ------- | -------------------------------- | ------- | ------------------------------ | ------- |
| 60 метрів              | Олександр Корнелюк Москва           | 6,4     | Валерій Борзов Київ              | 6,5     | Борис Ізместьєв Москва         | 6,6     |
| 100 метрів             | Володимир Атамась Черкаси           | 10,6    | Олександр Капачинський Баку      | 10,6    | Володимир Отставнов Баку       | 10,7    |
| 400 метрів             | Володимир Носенко Одеса             | 48,2    | Валерій Юдін Москва              | 48,5    | Євген Борисенко Горький        | 48,7    |
| 1000 метрів            | Володимир Пономарьов Ростов-на-Дону | 2.23,6  | Станіслав Мещерських Свердловськ | 2.24,0  | Гаяр Айнетдінов Москва         | 2.24,3  |
| 1500 метрів            | Іван Іванов Москва                  | 3.44,7  | Володимир Пантелей Харків        | 3.45,4  | Борис Кузнецов Нижній Тагіл    | 3.45,7  |
| 3000 метрів            | Юріс Грустиньш Рига                 | 8.01,4  | Анатолій Недибалюк Вінниця       | 8.02,4  | Арнольд Бейнарович Рига        | 8.03,6  |
| 60 метрів з бар'єрами  | Анатолій Мошіашвілі Тбілісі         | 7,5     | Марек Южвік Польща               | 7,7     | Євген Мазепа Одеса             | 7,7     |
| 110 метрів з бар'єрами | Євген Мазепа Одеса                  | 13,8    | Валентин Балахничов Москва       | 14,0    | Віктор Мясников Мінськ         | 14,2    |
| Стрибки у висоту       | Валентин Гаврилов Москва            | 2,20 м  | Юрі Тармак Ленінград             | 2,20 м  | Володимир Хамзін Краснодар     | 2,17 м  |
| Стрибки з жердиною     | Євген Тананика Харків               | 5,20 м  | Яніс Лауріс Рига                 | 5,20 м  | Юрій Ісаков Свердловськ        | 5,20 м  |
| Стрибки у довжину      | Валерій Підлужний Донецьк           | 7,91 м  | Валерій Верескун Севастополь     | 7,62 м  | Євген Шубін Ленінград          | 7,60 м  |
| Потрійний стрибок      | Віктор Санєєв Сухумі                | 16,77 м | Микола Сінічкін Рига             | 16,56 м | Михайло Барибан Краснодар      | 16,49 м |
| Штовхання ядра         | Валерій Войкін Ленінград            | 19,78 м | Арунас Віткявічус Вільнюс        | 18,96 м | Олександр Баришников Ленінград | 18,91 м |

### Жінки
| Дисципліни             | Золото                         | Золото  | Срібло                      | Срібло  | Бронза                     | Бронза  |
| ---------------------- | ------------------------------ | ------- | --------------------------- | ------- | -------------------------- | ------- |
| 60 метрів              | Надія Бесфамільна Москва       | 7,3     | Іванка Валкова Болгарія     | 7,4     | Людмила Маслакова Москва   | 7,4     |
| 100 метрів             | Анна Сінічкіна Рига            | 11,9    | Роза Бабич Ташкент          | 12,0    | Алла Базіліна Москва       | 12,0    |
| 400 метрів             | Надія Колесникова Москва       | 54,4    | Любов Рунцо Мінськ          | 55,6    | Людмила Аксьонова Київ     | 57,0    |
| 1000 метрів            | Тамара Казачкова Магнітогорськ | 2.44,8  | Світлана Стиркіна Москва    | 2.45,1  | Тамара Пангелова Київ      | 2.45,9  |
| 1500 метрів            | Людмила Брагіна Краснодар      | 4.16,3  | Тамара Пангелова Київ       | 4.16,6  | Румяна Чавдарова Болгарія  | 4.23,7  |
| 60 метрів з бар'єрами  | Тереза Новак Польща            | 8,0     | Лія Хітріна Одеса           | 8,1     | Віра Ткаченко Караганда    | 8,4     |
| 100 метрів з бар'єрами | Лія Хітріна Одеса              | 13,5    | Наталія Лебедєва Москва     | 13,9    | Тамара Колесникова Гродно  | 14,0    |
| Стрибки у висоту       | Еріка Рудольф Угорщина         | 1,86 м  | Галина Філатова Ярославль   | 1,80 м  | Алла Федяєва Омськ         | 1,77 м  |
| Стрибки у довжину      | Віоріка Віскополяну Румунія    | 6,34 м  | Любов Ільїна Ростов-на-Дону | 6,22 м  | Маргарита Трейніте Каунас  | 6,16 м  |
| Штовхання ядра         | Надія Чижова Ленінград         | 19,25 м | Антоніна Іванова Москва     | 17,90 м | Олена Корабльова Ленінград | 17,62 м |

## Медальний залік
| Місце | Команда             | Золото | Срібло | Бронза | Загалом |
| ----- | ------------------- | ------ | ------ | ------ | ------- |
| 1     | УРСР                | 6      | 6      | 3      | 15      |
| 2     | Москва              | 5      | 6      | 4      | 15      |
| 3     | РРФСР               | 3      | 3      | 6      | 12      |
| 4     | Латвійська РСР      | 2      | 2      | 1      | 5       |
| 5     | Ленінград           | 2      | 1      | 3      | 6       |
| 6     | Грузинська РСР      | 2      | 0      | 0      | 2       |
| 7     | Польща              | 1      | 1      | 0      | 2       |
| 8     | Угорщина            | 1      | 0      | 0      | 1       |
| 8     | Румунія             | 1      | 0      | 0      | 1       |
| 10    | Азербайджанська РСР | 0      | 1      | 1      | 2       |
| 10    | Литовська РСР       | 0      | 1      | 1      | 2       |
| 10    | Болгарія            | 0      | 1      | 1      | 2       |
| 13    | Узбецька РСР        | 0      | 1      | 0      | 1       |
| 14    | Білоруська РСР      | 0      | 0      | 2      | 2       |
| 15    | Казахська РСР       | 0      | 0      | 1      | 1       |

## Командний залік
Командний залік офіційно визначався в розрізі союзних республік, Москви та Ленінграду, а також серед спортивних товариств та відомств.
| Місце | Команда        | Очки |
| ----- | -------------- | ---- |
| 1     | УРСР           | 749  |
| 2     | Москва         | 715  |
| 3     | РРФСР-1        | 692  |
| 4     | Ленінград      | 668  |
| 5     | РРФСР-2        | 523  |
| 6     | Білоруська РСР | 495  |

| Місце                                              | Команда                                          | Очки                                             |
| І група (загальносоюзні товариства та відомства)   | І група (загальносоюзні товариства та відомства) | І група (загальносоюзні товариства та відомства) |
| -------------------------------------------------- | ------------------------------------------------ | ------------------------------------------------ |
| 1                                                  | Динамо                                           | 919                                              |
| 2                                                  | Буревісник                                       | 854                                              |
| 3                                                  | Збройні Сили                                     | 756                                              |
| 4                                                  | Спартак                                          | 428                                              |
| 5                                                  | Труд                                             | 407                                              |
| 6                                                  | Збірна сільських ДСТ                             | 315                                              |
| ІІ група (республіканські товариства та відомства) |                                                  |                                                  |
| 1                                                  | Даугава                                          | 63                                               |
| 2                                                  | Молдова                                          | 50                                               |
| 3                                                  | Червоний прапор                                  | 46                                               |